# Midgardia xandaros
Espèce
Midgardia xandaros (ou Midgardia xandaras) est une espèce d'étoiles de mer géante, de la famille des Brisingidae.

## Description
Midgardia xandaros est probablement la plus grande des espèces d'étoiles de mer : elle peut mesurer jusqu'à près d’1,40 m d'envergure, mais son disque central est assez réduit et ses bras très fins.
Comme toutes les Brisingida, elle se nourrit en érigeant ses longs bras dans le courant pour attraper le plancton.

## Habitat et répartition
Cette étoile est originaire du golfe du Mexique.

## Taxinomie
Elle a été classifiée comme Midgardia xandaros par M. E. Dwoney en 1972,.
Comme toutes les Brisingida, son nom vient du panthéon divin nordique, en l'occurrence de Midgard.